# یفاع (یمن)
 یفاع  روستایی است در ناحیهٔ (عزلهٔ منتفذة) از توابع استان مَحویت در کشور یمن در شبه جزیره عربستان است. 

## جمعیت
جمعیت آن ( ۱۰۵۲ ) نفر (۲۱ خانوار) می‌باشد.